# 西風皮流
西風皮流（せいふうひりゅう、英: Westerly wind drifts）とは、偏西風によって起こる海流で、ごく表層だけの海流である。北大西洋や北太平洋の中緯度地方には偏西風帯が存在するので、北太平洋海流や北大西洋海流を西風皮流と呼ぶこともあるが、これらの海流はかなりの厚さを持っている海流であるから、正しくは表面海流としての西風皮流とは区別するべきである。
西風皮流（Wind Drifts）を固有名詞として使用するときには南極を取り巻く強い西風帯によっておこる表層海流を言う。この表層海流も海水中の密度分布に対応した南極環流と重なっているため両者を混用していることもある。